# I diavoli in paradiso
I diavoli in paradiso (Devil Dogs of the Air) è un film del 1935 diretto da Lloyd Bacon.
È un film d'azione statunitense con James Cagney, Pat O'Brien e Margaret Lindsay ambientato nel mondo dell'aviazione militare.

## Produzione
Il film, diretto da Lloyd Bacon su una sceneggiatura di Malcolm Stuart Boylan e Earl Baldwin e un soggetto di John Monk Saunders, fu prodotto dalla Warner Bros. (la produzione viene presentata nei titoli con "A Cosmopolitan Production") e girato nella North Island Naval Air Station a Coronado, a San Diego e nei Warner Brothers Burbank Studios a Burbank, California. Il titolo di lavorazione fu  Flying Marines.

## Distribuzione
Il film fu distribuito con il titolo Devil Dogs of the Air negli Stati Uniti dal 9 febbraio 1935 al cinema dalla Warner Bros.
Altre distribuzioni:
- in Messico il 4 aprile 1935 (Los diablos del aire)
- in Finlandia il 6 ottobre 1935
- in Danimarca il 3 febbraio 1936 (S.O.S. kampflyver 803 kalder)
- in Portogallo l'11 febbraio 1937 (Os Doidos do Ar)
- in Belgio (Le bousilleur)
- in Brasile (Fuzileiros do Ar)
- in Spagna (Diablos del aire)
- in Grecia (O dromos pros tin doxan)
- in Italia (I diavoli in paradiso)

### Critica
Secondo Leonard Maltin è "un irritante film commerciale" in cui risulterebbero apprezzabili solo le sequenze di volo definite "mozzafiato".

### Promozione
Le tagline sono:
- Bigger Than "Here Comes The Navy" !
- Better than ever now!